# Buclizine
Buclizine là thuốc kháng histamine và anticholinergic thuộc nhóm diphenylmethylpiperazine. Nó được coi là một chất chống nôn, tương tự như meclizine.
Tại Vương quốc Anh, buclizine là một trong ba loại thuốc có trong viên thuốc Migraleve, được McNeil Healthcare tiếp thị những người mắc chứng đau nửa đầu.